# Paranhos, Mato Grosso do Sul
Paranhos este un oraș în Mato Grosso do Sul (MS), Brazilia.